# Aracana ornata
Aracana ornata es una especie de peces de la familia Aracanidae en el orden de los Tetraodontiformes.

## Morfología
Los machos pueden llegar alcanzar los 15 cm de longitud total.

## Hábitat
Es un pez de mar y de clima templado que vive entre 5-60 m de profundidad.

## Distribución geográfica
Se encuentra en Australia: desde el sur de Australia Occidental hasta el oeste de  Victoria y Tasmania.

## Observaciones
Es inofensivo para los humanos.